# Literární věda
Literární věda patří k humanitním vědám. Předmětem jejího studia je umělecká literatura a její jazykové projevy. K významným českým literárním vědcům patřil například Jan Mukařovský, představitel strukturalismu v literární vědě.

## Obory
Literární věda se nejčastěji dělí na následující základní dílčí disciplíny (oblasti):
- literární teorie – zabývá se teorií literárního díla a obecnými otázkami literární tvorby a literárního procesu
- literární historie – zabývá se vývojem literatury, zkoumá ji jako proces, jenž je určován jednotlivými autory a jejich díly, a taktéž různými literárními proudy a směry
- literární kritika – zabývá se interpretací a hodnocením literární tvorby podle soudobých uměleckých měřítek.

Jedním z oborů literární vědy je rovněž literární komparatistika.

## Významní představitelé
- Aristotelés
- Erich Auerbach
- Michail Michajlovič Bachtin
- Roland Barthes
- Maurice Blanchot
- Nicolas Boileau
- Harold Bloom
- Kenneth Burke
- Jacques Derrida
- Wilhelm Dilthey
- Boris Eichenbaum
- Wilhelm Emrich
- Michel Foucault
- Gérard Genette
- Käte Hamburger
- Paul Hankamer
- Roman Jakobson
- Hans Robert Jauß
- Wolfgang Kayser
- Werner Krauss
- Julia Kristeva
- Eberhard Lämmert
- Erwin Leibfried
- Jurij Lotman
- György Lukács
- Paul de Man
- Jan Mukařovský
- Jean Paulhan
- Viktor Šklovskij
- Edward Said
- Leo Spitzer
- Emil Staiger
- Peter Szondi
- Jurij Nikolajevič Tynjanov